# Seo Seung-ah
Seo Seung-ah ((en hangul, 서승아), 18 de diciembre de 1983) es una actriz surcoreana.  Es la hermana mayor de la también actriz Lee Chae-young.

## Carrera
Debutó en 2001 en la película de Running Seven Dogs y la serie de drama School 4. En la actualidad trabaja como VJ.

## Vida personal
Estuvo en una relación con  el actor Ahn Yong-joon en 2009, pero rompieron después de 2 años, debido a una razón no confirmada. Se casó con Jeong Jin-do el 19 de junio de 2010.

## Filmografía

### Series
- 2001: School 4

### Películas
- 2001: Running Seven Dogs